# Данка Атанасова
Данка Атанасова Атанасова е българска писателка.

## Биография
Родена е през 1889 г. в Сливен. Завършва гимназия в София.

## Творчество
Авторка е на романа „Момичето от пансиона“ (1939), разказите „Пролетна приказка“, „Из Миналото“, „Простеният грях“, пътеписите „До Кембридж“, „Разходка през Охрид“, „Магията на Дрезден“ и очерците „Хисар в далечното минало и сега“ и „Лагер Чайка“. Пише рецензия за „Романът на Яворов“ на Михаил Кремен (1960) и бележки за изложба на Константин Щъркелов.
Личният ѝ архив се съхранява във фонд 1388К в Централен държавен архив. Той се състои от 20 архивни единици от периода 1934 – 1960 г.